# Parafia Najświętszej Maryi Panny Matki Miłosierdzia w Szepietowie
Parafia pw. Najświętszej Maryi Panny Matki Miłosierdzia w Szepietowie – rzymskokatolicka parafia należąca do dekanatu Szepietowo, diecezji łomżyńskiej, metropolii białostockiej. Siedziba parafii mieści się w Szepietowie.

## Historia

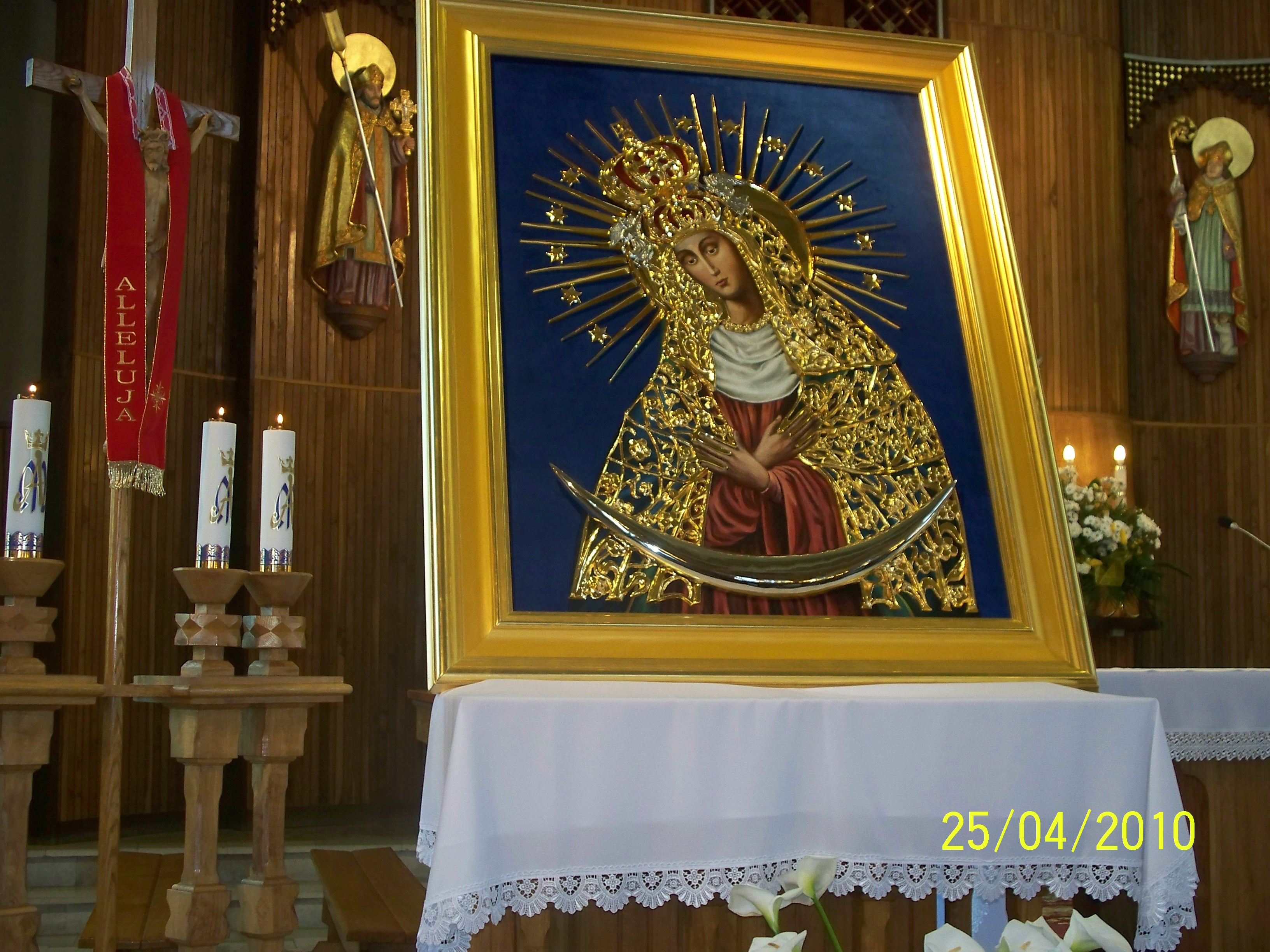
Obraz NMP Matki Miłosierdzia w Szepietowie

Parafia została erygowana 1 grudnia 1985 z terenu parafii Dąbrówka Kościelna.
W 2010 roku została wydana „Monografia Parafii pw. Najświętszej Maryi Panny Matki Miłosierdzia w Szepietowie 1985 –2010” z inicjatywy Towarzystwa Przyjaciół Ziemi Szepietowskiej  oraz Urzędu Miejskiego w Szepietowie. 

## Zasięg parafii
Do parafii należą wierni z następujących miejscowości: Szepietowo, Szepietowo-Janówka, Średnica-Maćkowięta.

## Proboszczowie
Proboszczowie posługujący w parafii (od roku 1985):
- ks. kan. Józef Lucjan Żyłowski (30 grudnia 1985–2004), zm. 26.08.2022
- ks. kan. Antoni Bardłowski (30 sierpnia 2004–2013)
- ks. kan. Stanisław Szymborski (1 marca 2013-2016)
- ks. kan. Andrzej Latkowski (od 3 lipca 2016-)